# Pergaminnictwo
Pergaminnictwo – rzemiosło zajmujące się wyrabianiem pergaminów ze skór baranich, koźlich lub cielęcych. 
Skórę wapniono, oczyszczano powierzchnie lica i mizdry do wysokiego stopnia gładkości i wypolerowania. Skórę oczyszczoną z mizdry i włosów rozciągano na ramach i wcierano w nią kredę, szlifując pumeksem. W XIV-XV w. pergaminnictwo ustępowało miejsca papiernictwu. Odnotowanym w źródłach pergaminnikiem był wrocławianin żydowskiego pochodzenia, Nickel Hanke.  